# Elmer Driedger
Elmer Driedger (1913-1985) est un juriste canadien et un auteur important dans le domaine de l'interprétation des lois au Canada. Il est surtout connu pour avoir formulé le principe de Driedger. D'après l'arrêt Stubart de la Cour suprême, ce principe peut se résumer de la façon suivante : « Aujourd'hui il n'y a qu'un seul principe ou solution : il faut lire les termes d'une loi dans leur contexte global en suivant le sens ordinaire et grammatical qui s'harmonise avec l'esprit de la loi, l'objet de la loi et l'intention du législateur ».
Son œuvre a été complétée par la juriste Ruth Sullivan.